# Набэсима Наохиро (1746—1773)
Набэсима Наохиро (яп. 鍋島 直寛, 8 мая 1746 — 12 сентября 1773) — японский даймё периода Эдо, 6-й правитель княжества Хасуноикэ (1757—1773).

## Биография
Четвёртый сын Набэсимы Наоцунэ, 4-го даймё Хасуноикэ. Мать, наложница, дочь Окумы Ёсио. В 1757 году его старший брат Наооки, 5-й даймё Хасуноикэ, умер, не оставив наследника, и Наохиро унаследовал княжество.
Из-за финансовых трудностей Наохиро задерживал выплату жалований своим вассалам, тратя средства на восстановление сожжённого семейного храма Соган-дзи и особняка. Набэсима смог преодолеть эти трудности и в результате заложил основу для создания княжеской школы.
В 1773 году Набэсима Наохиро умер от отёка в Хасуикэ (ныне район города Сага) в возрасте 27 лет. Ему наследовал его старший сын Наохару.
Был женат на Тихяку, родной дочери Канродзи Норинаги и приёмной дочери Набэсимы Мунэнори.